# Sistema inteligente de neutralización de billetes

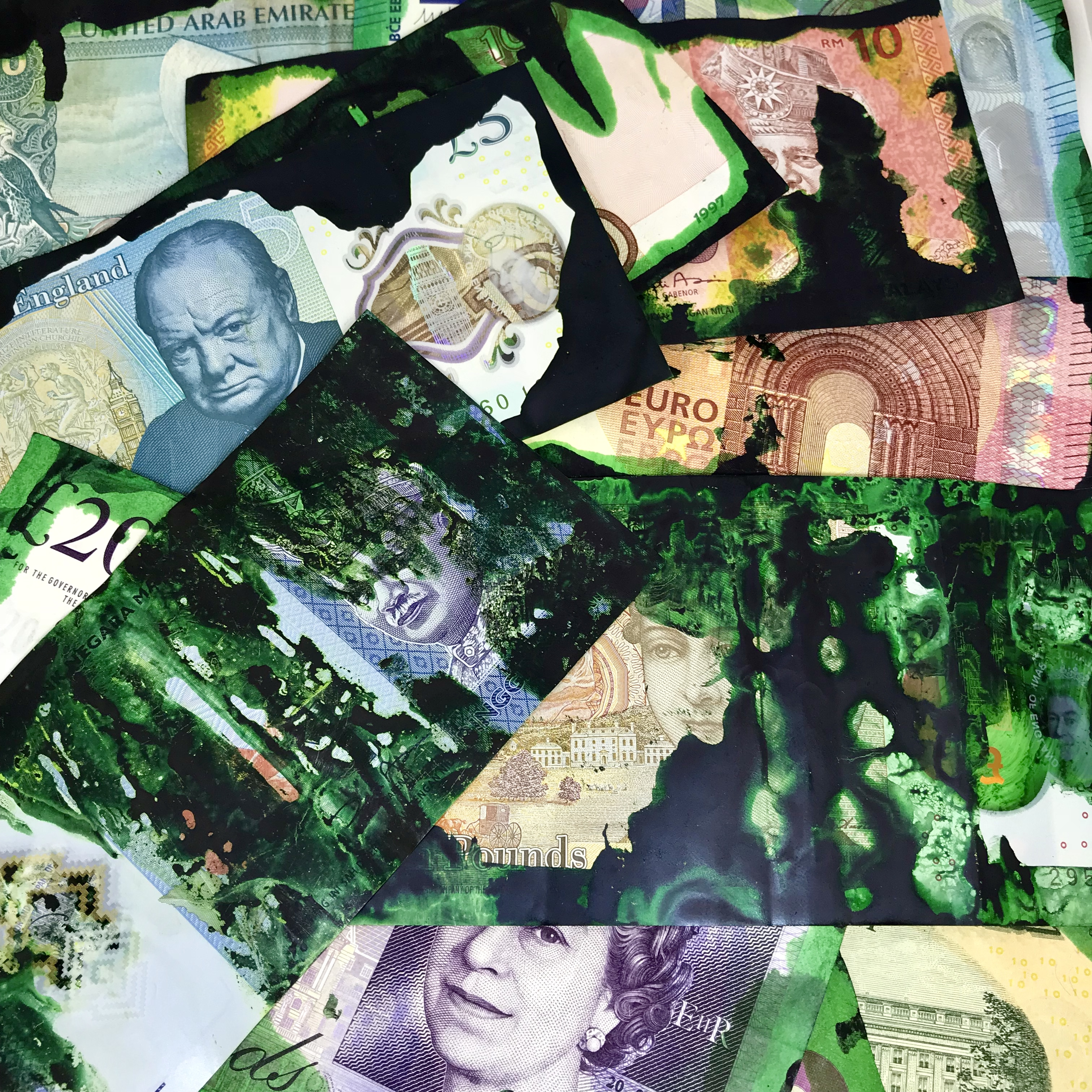
Dinero manchado

Un sistema inteligente de neutralización de billetes (IBNS) es un sistema de seguridad que protege, principalmente, billetes bancarios contra el acceso no autorizado a su contenido al inutilizarlos, marcando todo el efectivo como robado por un agente de degradación cuando se detecta un intento de ataque al sistema. La tinta es el agente más popular, que funciona manchando el dinero en efectivo con un tinte permanente liberado de un depósito de tinta. Este dinero marcado es muy llamativo y no se puede utilizar fácilmente. Más recientemente, se lanzó un agente de unión (pegamento) como agente de degradación alternativo, pero menos práctico.
Los billetes neutralizados no pueden volver a ponerse en circulación fácilmente. Pueden estar vinculados a la escena del crimen y existen procedimientos muy restrictivos para canjearlos en la institución financiera. Esto hace que robar billetes neutralizados sea antieconómico y poco práctico. El IBNS elimina la recompensa anticipada del delito y aumenta el riesgo de ser atrapado. Esto no solo frustra el robo, sino que actúa como elemento disuasorio contra nuevos ataques.

## Historia
En Europa, el diseño de sistemas inteligentes para proteger objetos de valor comenzó en 1980. El objetivo general era crear un sistema seguro para proporcionar seguridad adicional para el efectivo en tránsito. Spinnaker International Ltd inventó el primer prototipo de IBNS que utiliza humo de color como agente neutralizante en 1982. Para ello, se utilizaron contenedores muy ligeros y fáciles de usar. En 1990, se aceptó el primer caso de tinta de seguridad como agente neutralizante para su uso en vehículos ligeros, fabricado por Spinnaker.
Al mismo tiempo, en Suecia, los sistemas IBNS fabricados por Spinnaker se estaban utilizando en vehículos no blindados y parcialmente blindados, lo que demuestra que se trataba de una alternativa viable al transporte de efectivo con camiones blindados. El mercado sueco decidió avanzar con maletas IBNS para transporte de efectivo.
En 1991, Francia cambió sus regulaciones para permitir el uso de IBNS en vehículos ligeros. La empresa francesa de transporte de divisas VALTIS fue la primera en implementar un sistema de este tipo para atender a tres bancos regionales. En 2002, Banque de France implementó un procedimiento internacional para tratar e intercambiar billetes neutralizados para profesionales de CIT. En 2003, el Banco Central Europeo tomó una decisión que definió el proceso y el costo del intercambio de billetes en euros neutralizados entre todos los bancos centrales nacionales de Europa. [1] En 2005, Banque de France implementó un procedimiento especial con respecto al tratamiento de los billetes manchados depositados por particulares. En 2007, Suecia implementó una regulación nacional que obligaba a CIT a utilizar IBNS. El mismo año, el gobierno belga también implementó una regulación nacional que impone el uso de IBNS para efectivo en tránsito.
En 2010, la Comisión Europea finalizó un reglamento europeo para armonizar el transporte transfronterizo de efectivo por carretera. El uso de vehículos no blindados en combinación con IBNS es uno de los dos métodos de transporte aceptados. [2]
Muchos países europeos se han sumado al uso de productos IBNS en sus territorios y han editado normativas que lo regulan.
En el resto del mundo, los sistemas IBNS se han mostrado como una solución real y muy efectiva para la protección de efectivo en cajeros automáticos y para el transporte de efectivo por parte de las CIT´s y su uso se ha extendido de forma generalizada en todos los continentes.

## Concepto
El concepto de IBNS se basa en la noción de que los delincuentes buscan maximizar su recompensa mientras minimizan el costo potencial del delito. Los sistemas inteligentes de neutralización de billetes eliminan la recompensa anticipada del delito y aumentan el riesgo de ser atrapado. La reducción de la recompensa del delito se realiza marcando permanentemente el efectivo como robado con una tinta de seguridad indeleble y personalizable. Los marcadores agregados a la tinta o al agente vinculante proporcionan evidencia forense que vincula al criminal con la escena del crimen, lo que aumenta el riesgo de ser atrapado.
IBNS se centra en el uso de la tecnología para proteger a las personas, los objetos de valor y los equipos, mientras minimiza el uso de armas y vehículos blindados.
El espesor del acero usado en los blindajes dejó de ser un problema para los delincuentes, a mayor cantidad de acero mayor cantidad de explosivo.
Esta situación nos llevaba a mayores daños personales y colaterales en los ataques.

## Aplicación
La tecnología IBNS generalmente se encuentra protegiendo el efectivo dentro de los cajeros automáticos; en establecimientos minoristas y máquinas expendedoras y por las empresas de transporte de efectivo para proteger el efectivo en el espacio público.
También es de uso general en el transporte de efectivo, con maletas IBNS para realizar entregas o recogidas de efectivo y que protegen permanentemente su contenido.  

## Legislación
El uso de IBNS generalmente está regulado por la presencia o ausencia de una estructura legal (legislación y regulaciones), así como por las condiciones legales que se aplican al sector de la seguridad privada en cada país.
En estos momentos son casi inexistentes los países que prohíben la neutralización de los billetes mediante una regulación legal o una regulación interna del Banco Central Nacional.
Casi todos los Bancos Centrales aceptan en canje de billetes con tinta dentro de sus regulaciones, aceptando de esta forma su uso por parte de bancos, empresas y CIT´s. 